# わおーん!
『わおーん!』は、2008年4月9日から2009年3月25日まで読売テレビで放送されていた関西ローカルの音楽番組である。

## 概要
番組は音楽ランキングのコーナーや音楽インフォメーションのコーナーのほか、MC3人が毎週スタジオにゲストを迎えてトークをする企画や、ゲスト各者から一押しのアーティストを聞き出す「アーティストレコメン」、番組放送当時の関西地区の音楽動向を調べる「わおーん!調査隊」などの企画を実施していた。

## 放送時間
- 水曜 24:29 - 25:14 （2008年4月 - 2008年7月）
- 水曜 24:59 - 25:44 （2008年7月 - 2008年10月） - 月曜24:59枠から『ダウンタウンのガキの使いやあらへんで!!』の再放送が移動してきたのに伴い、以後は30分繰り下げて放送。
- 水曜 24:59 - 25:29 （2008年11月 - 2009年3月）

## 出演者

### MC
- 大村朋宏（トータルテンボス）
- 藤田憲右（トータルテンボス）
- 吉澤ひとみ

### ナレーター
- 大抜卓人（FM802）
- 川田裕美（読売テレビアナウンサー）

## スタッフ
- 演出：山口剛正（ytv）
- ディレクター：砂川義忠・西田優心（アッシュ）、佐伯謙悟（インパクト）
- AD：吉中健、今川万登里
- TD/MIX：三村将之（ytv）
- SW：杉本麻也（ytv）
- CAM：小池一暢・坂口拓磨（ytv）、柴田義政
- VE：村上和生（ytv）
- LD：窪田和弘（ytv）
- 美術：山本しんぺい（ytv）
- 大道具：井上俊彦・坪内高広（グリーン・アート）
- 小道具：中村裕
- 電飾：野村育生
- タイトルデザイン：奥村雅一
- EED：石丸淳（アッシュ）、浅地裕夫（ytv）
- MA：中澤哲矢
- 音効：神田彩
- CG：田中理絵、藤林久哉
- メイク：もりえゆうこ
- スタイリスト：森之安奈
- 協力：B-FLEX、IMPACT、光学堂、サウンドエフェクト、HMV、タワーレコード
- プロデューサー：山本陽・上田雅也（ytv）
- チーフプロデューサー：長江信一（ytv）
- 制作協力：アッシュ
- 制作著作：ytv